# Selliguea enervis
Selliguea enervis är en stensöteväxtart som först beskrevs av Antonio José Cavanilles, och fick sitt nu gällande namn av Ren-Chang Ching. Selliguea enervis ingår i släktet Selliguea och familjen Polypodiaceae. Inga underarter finns listade.